# Лебедови езера
Лебедовите езера (Лебедски езера) са естествени тектонски езера в Източните Родопи, в близост до село Лебед, в подножието на крепостта Устра. Образувани са в резултат на земетресения. Те са природна забележителност с подчертана пейзажна стойност. В тях растат естествени диви водни лилии и други редки растителни видове. Източно, близко до тях е и Припешкото езеро. Езерата са наречени така заради честите спирки преди време на лебедите, прелитащи на юг. Долното Лебедово езеро е най-голямото езеро в Родопите с площ от 0,1 км², Горното езеро е по-дълго и е с площ около 0,09 км².